# Paula Cole
Paula Cole (Rockport (Massachusetts), 5 april 1968) is een Amerikaanse singer-songwriter.

## Persoonlijk
Paula Cole werd in Rockport geboren in een gezin met twee dochters. Haar moeder Stephanie is een grafisch kunstenares, haar vader Jim Cole is een entomoloog.
Paula Cole heeft een dochter Sky Hakmoun. Haar levenspartner is de Nigeriaanse muzikant en filmmaker Seyi Sonuga.

## Carrière
Op de middelbare school was Paul Cole klassevoorzitter en studentenbegeleidster en speelde ze toneel. Ze was lid van de Franse club op haar school en nam in het kader daarvan deel aan een uitwisselingprogramma. Ze studeerde aan het Berklee College of Music in Boston jazz, zang en improvisatie. 
Paula Cole bracht haar debuutalbum Harbinger uit in 1994. Hierin uitte ze persoonlijke gedachten over discriminatie en ongelukkig zijn. Doordat het platenlabel Imago Records failliet ging, werd dit album in eerste instantie nauwelijks verkocht. Op tournee kon ze rekenen op de steun van vrienden en bekenden, onder wie vroegere leraren en klasgenoten. Zij begeleidden haar concerten door de hele Verenigde Staten.
Haar carrière kreeg in 1993-1994 een beslissende stimulans toen Peter Gabriel een demo van Harbinger had gehoord. Nadat Sinead O'Connor was opgestapt, vroeg hij Paula Cole onmiddellijk naar Mannheim te komen om de vrouwelijke partijen te zingen van zijn mondiale "Secret World"-tour. Zonder voorbereiding stapte ze in dit avontuur, vertrouwend op het feit dat ze als fan van Gabriel de songs uit haar hoofd kende. De show trok langs vele grote podia in de VS, Europa en Australië. Gabriel schoof haar naar voren als volwaardige zangpartner en ze hadden veel succes met duetten als Don't Give Up. Ook in een song als het uitgesponnen In Your Eyes had ze een opvallend aandeel. Ze deed hierdoor veel ervaring op met optreden voor een massaal publiek. De neerslag van deze tournee is de met een Emmy Award bekroonde concertfilm Secret World Live. Ze zong in 1994 ook een duet met Melissa Etheridge.
In 1995 werden de activiteiten van het label Imago voortgezet door Warner Bros, waardoor Harbinger nu echt kon worden uitgebracht en gepromoot. Aan het einde van 1996 bracht Warner haar tweede album uit, This Fire, dat ze zelf produceerde. De debuutsingle Where Have All the Cowboys Gone sloeg in als een bom en werd direct een grote hit op de radio en MTV. De volgende single I' Don't Want To Wait op het album haalde de 11e plaats in de hitlijsten en werd het meest populair als het themaliedje van de Amerikaanse televisieserie Dawson's Creek.
Cole toerde met de Lillith Fair en oogstte door haar liveoptreden nog meer roem. Ze won in 1997 de Grammy voor "Best New Artist" en werd, als eerste vrouw ooit, genomineerd in de categorie "Beste producer van het jaar"
Paula Cole nam een rustperiode na de geboorte van haar dochter Sky. In 1999 bracht ze met de Paula Cole Band een derde album uit met de naam Amen. De single I Believe In Love werd pas een succes toen het nummer werd geremixt in een dansversie. Het album deed het minder goed dan This Fire en de platenmaatschappij weigerde een vierde album uit te brengen. In 2005 uploadde Cole het nummer Singing out my Life naar haar eigen website om dit vierde album bekend te maken bij het publiek. Ze nam ook It's My Life op en een politiek getint lied My Hero Mr. President
Het album High Five werd uitgegeven op 18 april 2006 bij het label Rhino. Een greatest hits-album met de titel Postcards from East Oceanside werd uitgebracht in juni 2006 bij Warner Bros.
Aan Coles liedjes wordt vaak gerefereerd, vooral in televisieseries The Simpsons, South Park en films Urban Legend en Scary Movie.